# Alcorisa
Alcorisa ist eine Stadt und Gemeinde (municipio) mit 3.234 Einwohnern (Stand: 2024) in der Provinz Teruel in der Autonomen Region Aragón in Spanien.

## Lage
Alcorisa liegt etwa 130 Kilometer nordöstlich von Teruel in einer Höhe von ca. 630 m am Río Guadalopillo und an der Ruta del Tambor y el Bombo. 

## Bevölkerungsentwicklung
| Jahr      | 1970 | 1981 | 1991 | 2001 | 2011 | 2021 |
| Einwohner | 3016 | 2999 | 3145 | 3267 | 3622 | 3293 |

## Sehenswürdigkeiten
- Marienkirche (Iglesia de Santa Maria la Mayor)
- Felsgarten mit zahlreichen erdgeschichtlichen Exponaten

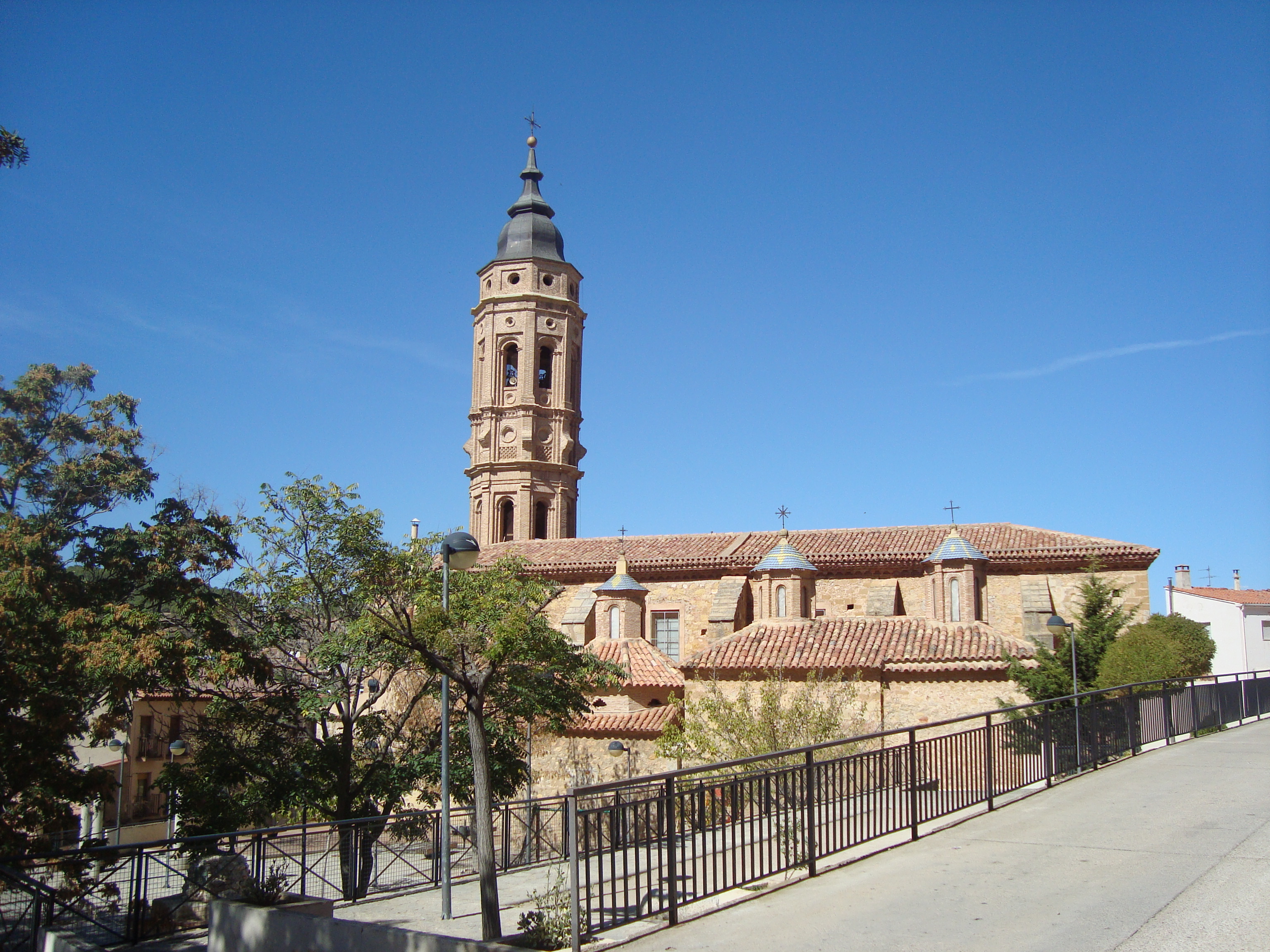
Marienkirche
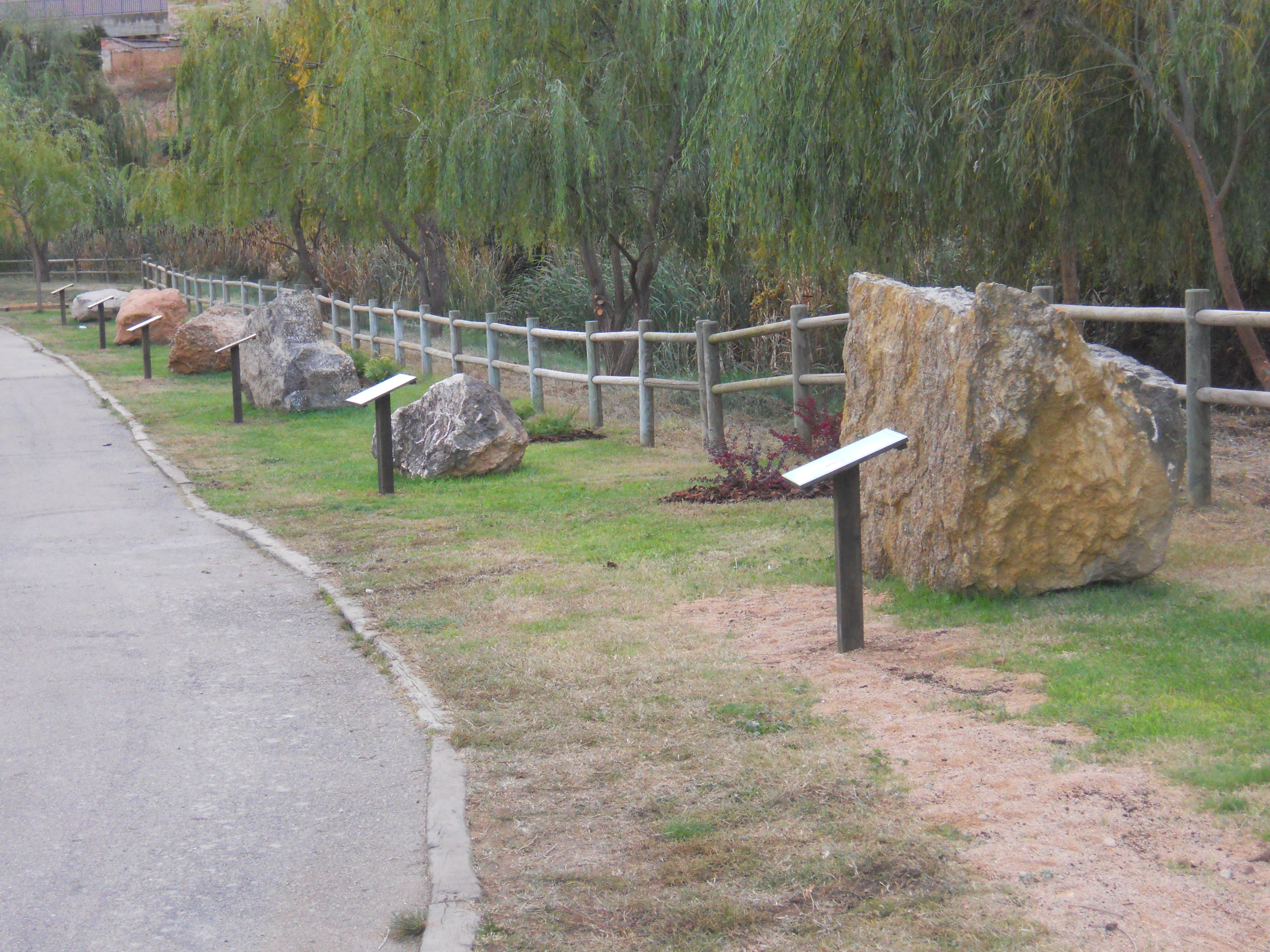
Felsgarten

## Persönlichkeiten
- Pedro García Ferrer (1583–1660), Maler des Barock
- Francisco Berge (um 1585–1614), Musiker und Kapellmeister
- Valero Lecha (1894–1976), Maler
- Florencio Roselló Avellanas (* 1962), Ordensgeistlicher, römisch-katholischer Erzbischof von Pamplona y Tudela